# 脇田停留場
脇田停留場（わきだていりゅうじょう）は、鹿児島県鹿児島市宇宿三丁目にある鹿児島市電谷山線の停留場。鹿児島市電1系統の停車する駅である。

## 歴史
- 1912年（大正元年）12月1日：鹿児島電気軌道により設置される[1][2]。
- 1917年（大正6年）11月10日：停車場位置変更[3]
- 1928年（昭和3年）7月1日：鹿児島市電気局（現・鹿児島市交通局）に移管。
- 1969年（昭和44年）：1967年（昭和42年）に鹿児島市と谷山市が合併したことにより、脇田停留場を境とした市内線（20円）と市外線（5円）の区分が廃止され均一料金（25円）となる[4]。

## 構造
2面2線の相対式ホーム。地上駅。隣接して踏切があり、各ホームとの行き来は電車が通過中でない限りいつでもできる。両のりばに電車接近表示機及びアナウンスがある。両のりばとも車椅子の使用は可であるが、電動車椅子はホーム幅が規定に足りないため不可。無人駅で、乗車券などの販売は行っていない。
市バスと市電との乗継割引が行われており、市バスは市電のホーム横から発着している。

### のりば
- 1系統 - 谷山方面
- 1系統 - 郡元、騎射場、天文館、鹿児島駅前方面

## 利用状況
| 年度   | 1日平均 乗降人員 |
| ------ | ---------------- |
| 2011年 | 2,575            |
| 2012年 | 2,565            |
| 2013年 | 2,568            |
| 2014年 | 2,512            |
| 2015年 | 2,492            |

## バス路線
脇田電停前バス停は、2つの運行バス会社を持つ鹿児島交通と鹿児島市営バスが利用可能である。
脇田バス停は、鹿児島交通が利用可能である。
（下記は各系統の行先）

### 脇田電停前バス停
| 脇田電停前バス停（上り）−鹿児島県鹿児島市宇宿三丁目 |                            |                    |            |
| 系統番号                                            | 経由地                     | 行先               | 運行       |
| 14                                                  | 脇田・騎射場               | 金生町             | 鹿児島交通 |
| 34                                                  | 鶴ヶ崎橋・ニュータウン中央 | 鴨池港             | 鹿児島交通 |
| 市17                                                | 向陽台団地・広木農協前     | 脇田電停前         | 鹿児島市営 |
| 市18                                                | 桜ヶ丘1丁目・大学病院前    | 脇田電停前         | 鹿児島市営 |
| 脇田電停前バス停（下り）−鹿児島県鹿児島市宇宿三丁目 |                            |                    |            |
| 系統番号                                            | 経由地                     | 行先               | 運行       |
| 14                                                  |                            | 大学病院前         | 鹿児島交通 |
| 34                                                  | 大学病院前・桜ヶ丘交番前   | 桜ヶ丘東口         | 鹿児島交通 |
| 34                                                  | 桜ヶ丘北口・星ヶ峯東       | 星ヶ峯ニュータウン | 鹿児島交通 |
| 市17                                                | 向陽台団地・広木農協前     | 脇田電停前         | 鹿児島市営 |
| 市17                                                | 向陽台団地                 | 広木農協前         | 鹿児島市営 |
| 市18                                                | 桜ヶ丘1丁目・大学病院前    | 脇田電停前         | 鹿児島市営 |

### 脇田バス停
| 脇田バス停（上り）−鹿児島県鹿児島市宇宿三丁目 |                              |                        |            |
| 系統番号                                      | 経由地                       | 行先                   | 運行       |
| 1                                             | 県庁前・騎射場               | 鹿児島駅前             | 鹿児島交通 |
| 2                                             | 騎射場・天文館               | 水族館前               | 鹿児島交通 |
| 2                                             | 騎射場・天文館               | 鹿児島駅前             | 鹿児島交通 |
| 4                                             | 鹿児島中央駅・天文館         | 鹿児島駅前             | 鹿児島交通 |
| 5                                             | 鹿児島中央駅・天文館         | 金生町                 | 鹿児島交通 |
| 6                                             | 騎射場・天文館               | 金生町                 | 鹿児島交通 |
| 6-2                                           | 騎射場・天文館               | 市役所前               | 鹿児島交通 |
| 6-3                                           | 県庁前・与次郎1丁目          | 鹿児島駅前             | 鹿児島交通 |
| 7                                             | 騎射場・天文館               | 金生町                 | 鹿児島交通 |
| 8                                             | 騎射場・天文館               | 金生町                 | 鹿児島交通 |
| 14                                            | 騎射場・天文館               | 金生町                 | 鹿児島交通 |
| 34                                            | 鶴ヶ崎橋・ニュータウン中央   | 鴨池港                 | 鹿児島交通 |
| 35                                            | 鶴ヶ崎橋・ニュータウン中央   | 鴨池港                 | 鹿児島交通 |
| 種別                                          | 経由地                       | 行先                   | 運行       |
| 特急                                          | 鹿児島中央駅・天文館         | 金生町                 | 鹿児島交通 |
| 準急                                          | 鹿児島中央駅・天文館         | 金生町                 | 鹿児島交通 |
| 普通                                          | 鹿児島中央駅・天文館         | 金生町                 | 鹿児島交通 |
| 普通                                          | 大門口                       | 金生町                 | 鹿児島交通 |
| 脇田バス停（下り）−鹿児島県鹿児島市宇宿二丁目 |                              |                        |            |
| 系統番号                                      | 経由地                       | 行先                   | 運行       |
| 1                                             | 谷山駅前・平川               | 平川星和台             | 鹿児島交通 |
| 2                                             | 谷山駅前・坂之上             | 動物園                 | 鹿児島交通 |
| 4                                             | 笹貫                         | イオン鹿児島           | 鹿児島交通 |
| 4                                             | イオン鹿児島・坂之上         | 慈眼寺団地             | 鹿児島交通 |
| 5                                             | 七ツ島                       | 七ツ島1丁目            | 鹿児島交通 |
| 5                                             | 谷山港・七ツ島               | 七ツ島1丁目            | 鹿児島交通 |
| 6                                             | 恵比須中央・慈眼寺公園前     | 慈眼寺団地             | 鹿児島交通 |
| 6                                             | 生協病院前・慈眼寺公園前     | 慈眼寺団地             | 鹿児島交通 |
| 6-2                                           | 新和田橋・慈眼寺公園前       | 慈眼寺団地             | 鹿児島交通 |
| 6-3                                           | 新和田橋・慈眼寺公園前       | 慈眼寺団地             | 鹿児島交通 |
| 7                                             | 坂之上・国際大学前           | 慈眼寺団地             | 鹿児島交通 |
| 8                                             | 竹ノ迫・自由ヶ丘             | ふれあいスポーツランド | 鹿児島交通 |
| 8                                             | 竹ノ迫・自由ヶ丘             | 中山団地中央           | 鹿児島交通 |
| 14                                            | 脇田電停前                   | 大学病院前             | 鹿児島交通 |
| 34                                            | 大学病院前・桜ヶ丘交番前     | 桜ヶ丘東口             | 鹿児島交通 |
| 34                                            | 桜ヶ丘北口・星ヶ峯東         | 星ヶ峯ニュータウン     | 鹿児島交通 |
| 35                                            | 中山団地中央・皇徳寺公民館前 | 皇徳寺小前             | 鹿児島交通 |
| 種別                                          | 経由地                       | 行先                   | 運行       |
| 特急                                          | 谷山駅前・川辺               | 枕崎                   | 鹿児島交通 |
| 準急                                          | 谷山駅前・伊作               | 加世田                 | 鹿児島交通 |
| 普通                                          | 谷山駅前                     | 伊作                   | 鹿児島交通 |
| 普通                                          | 谷山駅前・川辺高校           | 枕崎                   | 鹿児島交通 |
| 普通                                          | 谷山駅前・平川               | 特攻観音入口           | 鹿児島交通 |
| 普通                                          | 谷山駅前・平川               | 山川桟橋               | 鹿児島交通 |

## 周辺
郵便局
- 鹿児島宇宿三郵便局

駅
- JR指宿枕崎線宇宿駅

教育施設
- 鹿児島市立宇宿小学校

商業施設
- ファミリーマート脇田電停前店(鹿児島銀行ATM設置店)
- ハンズマン宇宿店
- オプシアミスミ
- スクエアモール鹿児島宇宿
  - ドン・キホーテ鹿児島宇宿店
- タイヨー 宇宿店

金融機関
- 鹿児島銀行宇宿支店
- 南日本銀行脇田支店
- 鹿児島相互信用金庫脇田支店
- 鹿児島興業信用組合脇田支店
- 鹿児島みらい農業協同組合宇宿支店

## 隣の停留場
鹿児島市交通局
鹿児島市電1系統
宇宿一丁目停留場 - 脇田停留場 - 笹貫停留場